# Dominikus

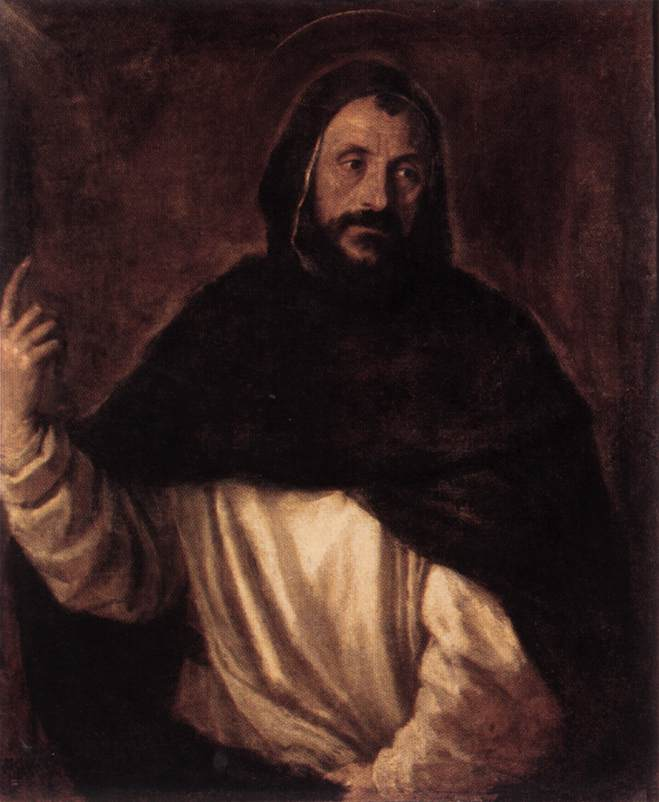
Tizian: Der heilige Dominikus, ca. 1565

Dominikus (von Caleruega) (lateinisch Dominicus; spanisch Domingo de Guzmán; * um 1170 in Caleruega bei Burgos, Altkastilien; † 6. August 1221 in Bologna, Italien) war Gründer des Ordo Praedicatorum (Predigerorden, meist Dominikaner genannt). Er wird in der katholischen und der anglikanischen Kirche als Heiliger verehrt.

## Leben

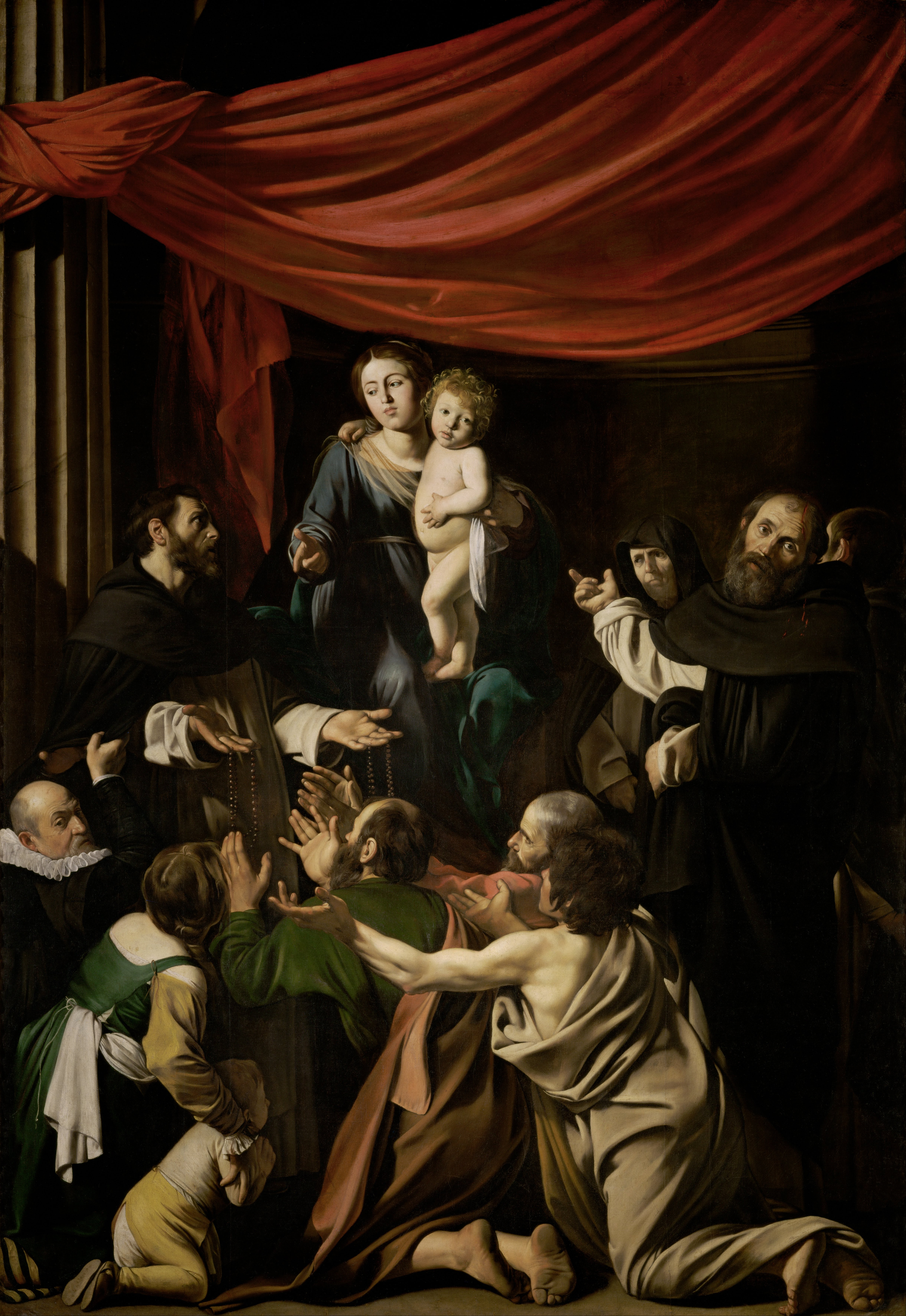
Caravaggio: Rosenkranzmadonna, um 1601, Kunsthistorisches Museum, Wien – Der hl. Dominikus (links) verteilt auf Marias Geheiß Rosenkränze an die Gläubigen.

### Jugend
Dominikus wurde als Sohn einer wohlhabenden Familie in Caleruega geboren, seine Eltern Felix und Johanna waren vermutlich als Kaufleute tätig. Die früher vertretene These, dass Dominikus dem Adelsgeschlecht der Guzmán entstamme, gilt als widerlegt. Die Familie stand der Kirche nahe: Einer seiner Brüder war ein Weltpriester, der sich in einem Spital in der Krankenpflege engagierte. Sein Bruder Manes schloss sich später ebenfalls dem Predigerorden an. Die Mutter Johanna und der Bruder Manes wurden seliggesprochen.
Im Alter von fünf Jahren wurde Dominikus zu einem Onkel mütterlicherseits gebracht, der Erzpriester war. Dort wurde er unterrichtet, bis er im Alter von 14 Jahren sein Studium der Freien Künste in Palencia begann. Schon bald danach begann er, Theologie und Philosophie zu studieren. Beeindruckt durch eine Hungersnot verkaufte er während des Studiums seine eigenen Bücher, um mit dem Erlös Notleidenden zu helfen.

### Kanonikerzeit
1196 wurde er Kanonikus der Regularkanoniker an der Kathedrale von El Burgo de Osma und 1201 Subprior.
Zu Beginn des 13. Jahrhunderts reiste Dominikus mit seinem Bischof Diego de Acebo durch Südfrankreich, wo damals die Katharerbewegung auf ihrem Höhepunkt war. Es fiel ihm auf, dass die Albigenser, wie man die Katharer in Südfrankreich nach ihrer Hochburg Albi nannte, die Menschen durch die strenge Askese und das intellektuelle Niveau ihrer Leiter anzogen. Das stand in starkem Kontrast zur ausschweifenden Lebensweise der Bischöfe und der oftmals geringen theologischen Bildung der Priesterschaft. Auch predigten die Katharer dem einfachen Volk, was in der katholischen Kirche damals nur den Bischöfen und wenigen von diesen Beauftragten vorbehalten war. Überzeugt, dass es bessere Mittel als Gewalt gäbe, um Ketzerei zu bekämpfen, schloss Dominikus sich eher zufällig – zunächst gemeinsam mit seinem Bischof – einer Gruppe Zisterzienseräbte im Missionsauftrag Papst Innozenz III. an und führte ein Leben als Wanderprediger in den Gebieten des Languedoc. Anfänglich trug ihm das wenig Erfolg, dafür Beleidigungen, Drohungen und Steinwürfe ein. Bald erkannte er, dass die Predigt der Zisterzienserlegaten wegen deren prunkvollen Auftretens wenig Erfolg hatte. Er verband seine Predigt mit einem disziplinierten geistlichen Leben und intensivem Studium, um die bestmöglichen Argumente gegen die Katharer zu finden, und engagierte sich in theologischen Disputationen mit diesen. Bischof Diego gründete ein Frauenkloster in Prouille. Diesem stand Dominikus nahe, und es sollte einen Gegenpol zu den Frauenklöstern der Katharer bilden, in denen viele, auch nicht-katharische Mädchen, eine Ausbildung erhielten. Der Erzbischof von Toulouse, Folquet de Marselha, stellte ihm eine Kirche zur Verfügung und bestimmte, dass der sechste Teil des Zehnten seiner Diözese der Gemeinschaft des Dominikus zukommen solle. Anfang 1215 schenkte Petrus Seilhan Dominikus sein Haus an dieser Kirche und wurde selbst in die Gemeinschaft der Prediger aufgenommen. Damit hatte die Gemeinschaft nunmehr einen eigenen Standort in Toulouse.

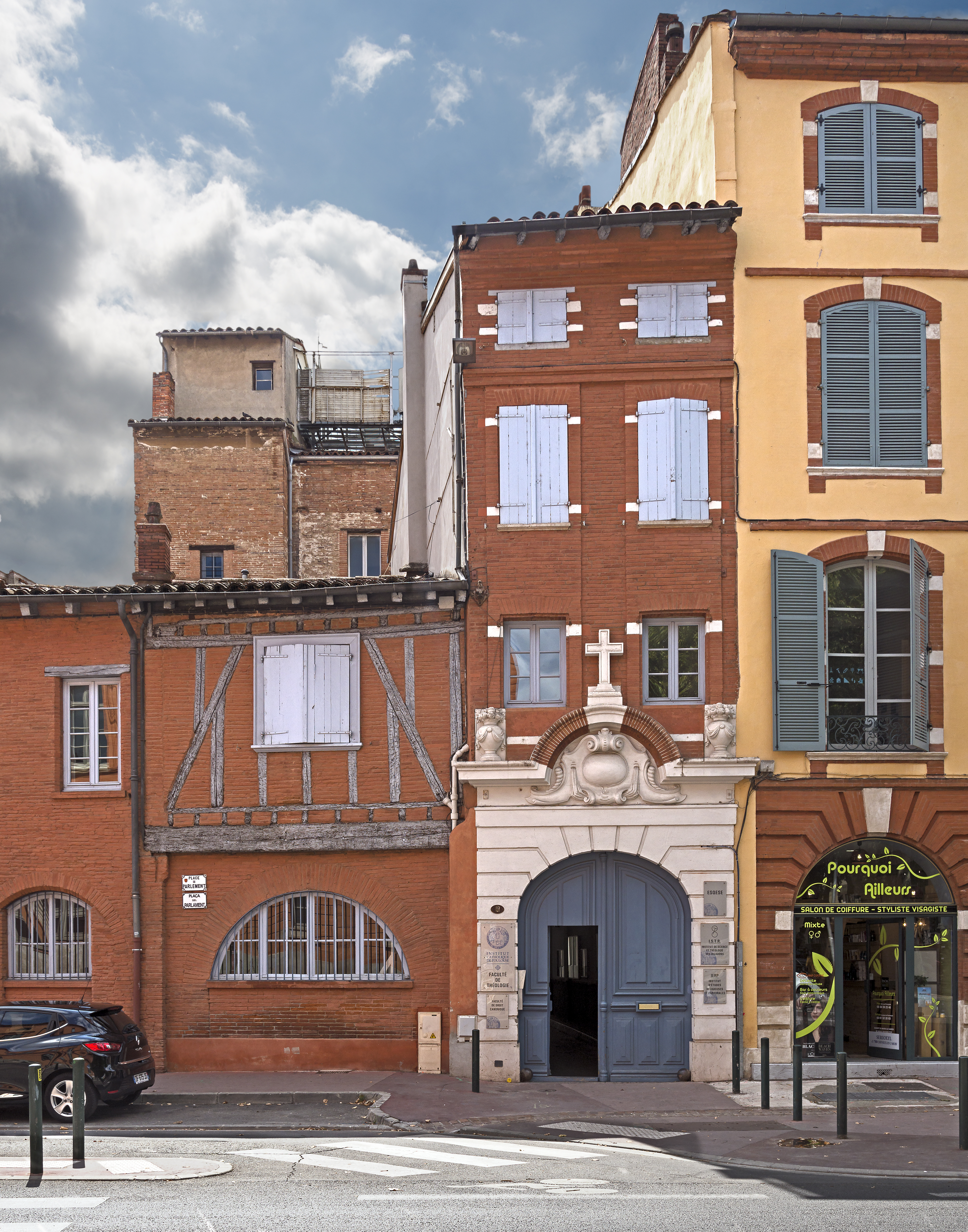
Haus des heiligen Dominikus in Toulouse

Am 12. März 1208 wurde der Zisterzienser und päpstliche Legat Pierre de Castelnau, unter Duldung des Grafen Raimund VI. von Toulouse, ermordet. Dies gab Papst Innozenz III. den seit längerem gesuchten Anlass, die Unterstützung nordfranzösischer Fürsten und des Königs von Frankreich einzufordern, um einen Kreuzzug gegen die Katharer und ihre örtlichen Unterstützer, insbesondere den Grafen von Toulouse (Raimund VI.) und den Vizegrafen von Béziers (siehe: Albigenserkreuzzug), zu unternehmen. Zu dem von den französischen Teilnehmern gewählten Anführer Simon IV. de Montfort stand Dominikus bereits seit 1204 in einer persönlichen Beziehung. Er folgte dessen Armee, befasste sich jedoch in erster Linie damit, in den eroberten Orten zu predigen. Von 1212 bis 1215 wurde ihm dreimal ein Bistum angeboten, aber Dominikus lehnte jeweils ab.

### Ordensgründung

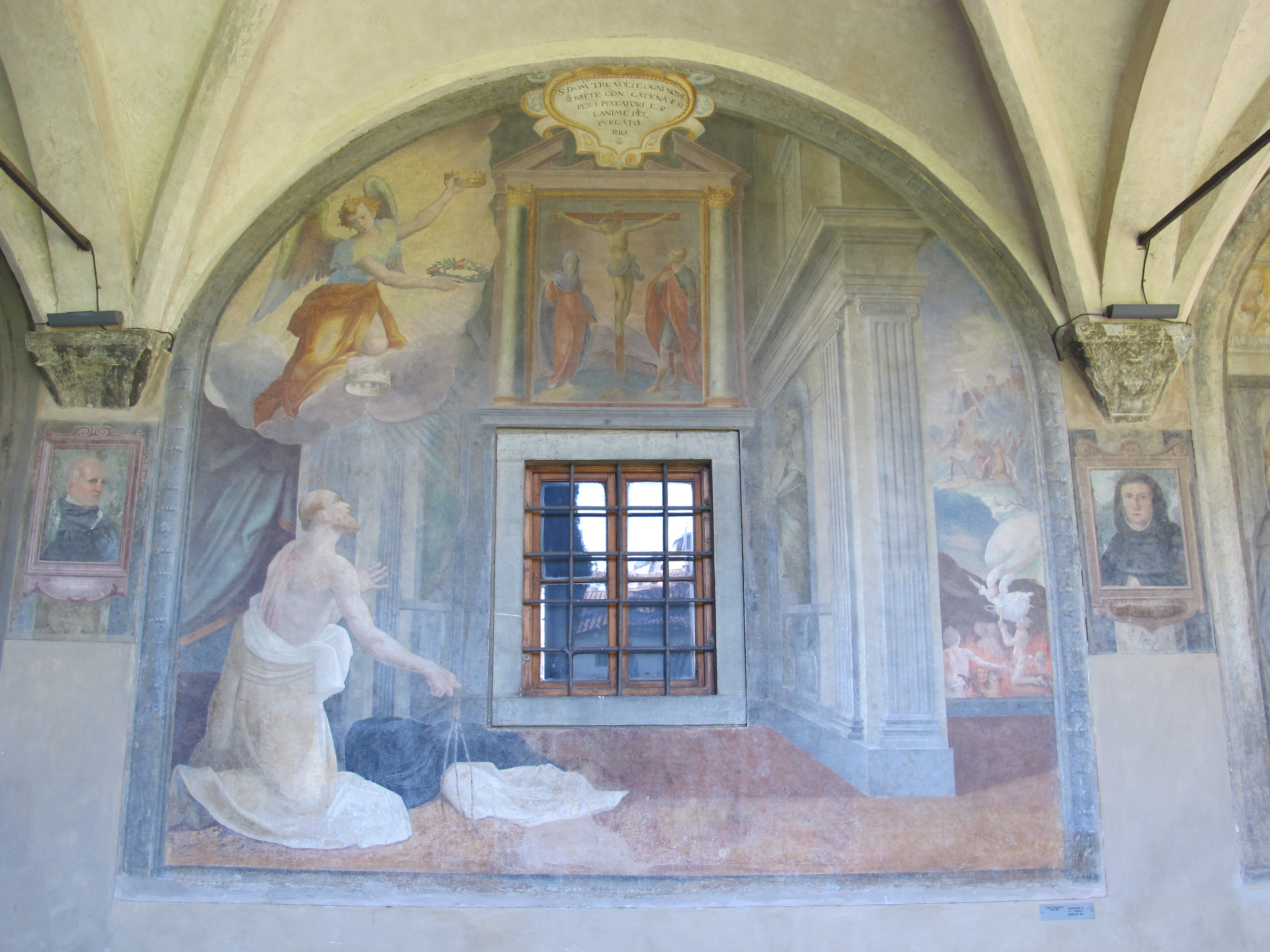
Selbstkasteiung des Hl. Dominikus, Fresko, Cosimo Gamberucci, Santa Maria Novella

Im Jahr 1215 gründete er in Toulouse mit sechs anderen eine Gemeinschaft mit dem Zweck, die römisch-katholische Lehre zu verbreiten und die Häresie zu bekämpfen. Im selben Jahr fand in Rom das vierte Laterankonzil statt, dessen zehntes Kapitel eine Intensivierung von Predigt und Seelsorge fordert. Als Dominikus bei Papst Innozenz III. um die Bestätigung der Ordensgründung ersuchte, wurde dies zunächst abgelehnt, und er wurde ermuntert, eine bestehende Ordensregel zu übernehmen. Also nahm Dominikus die Regel der Augustiner-Kanoniker an. Er fügte der Regel strengere Vorschriften über Besitz, Armut und das Studium hinzu, aus der Erfahrung heraus, dass es vor allem die materielle Verweltlichung der Kirche und ihrer Amtsträger war, die ihre Glaubwürdigkeit in der Bevölkerung beschädigte und die Entstehung von Häresien begünstigte. Allerdings erlaubte er von Anfang an in beschränktem Umfang Renten, außerdem fügte er noch monastische Askesevorschriften an. Am 22. Dezember 1216 wurde der Orden vom Papst in einer Bulle bestätigt, 1217 fand in einer anderen Bulle erstmals der Name „Prediger“ Erwähnung.

### Ausbreitung des Ordens

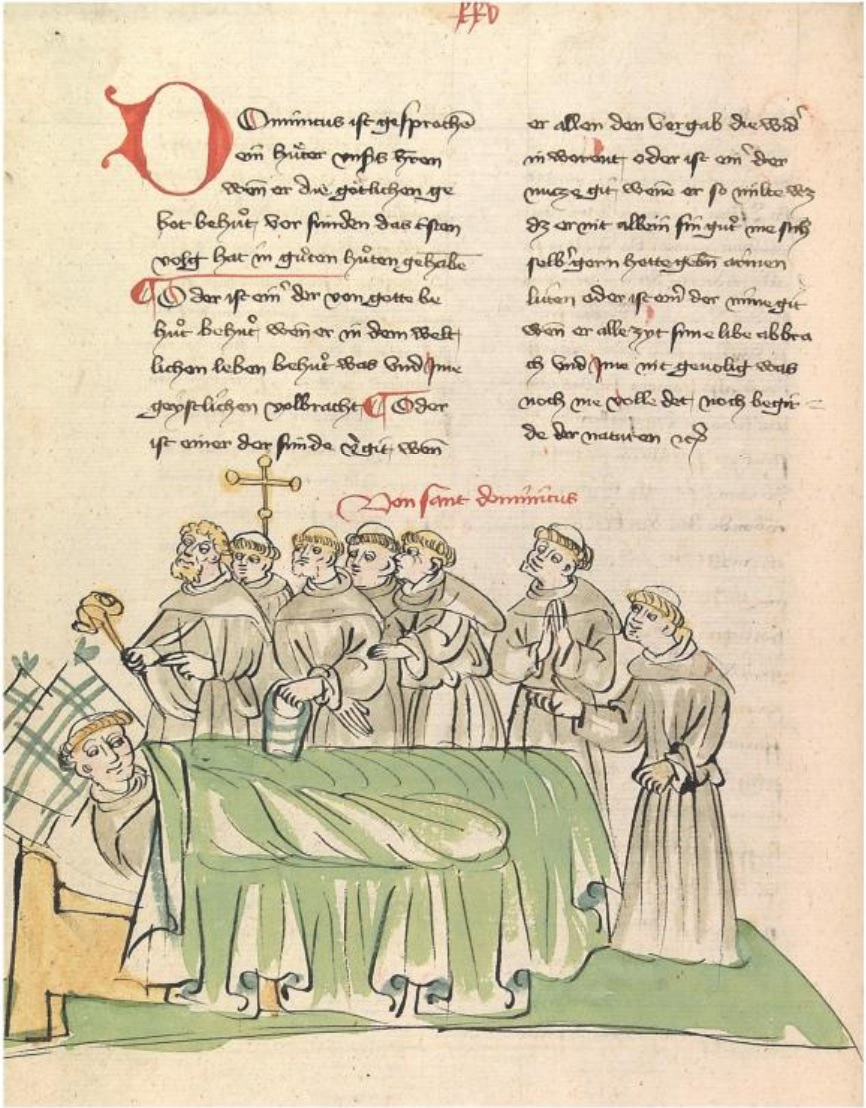
Dominikus auf seinem Sterbebett (Miniatur aus der Elsässischen Legenda Aurea, Straßburg 1419)

Von Anfang an betonte der Orden der Predigerbrüder – so der offizielle Name der Dominikaner – das Studium, in starkem Gegensatz zu Franz von Assisi, der seinen Brüdern nicht einmal den Besitz eines Psalters erlaubte. Die Dominikaner mussten intellektuell gut ausgerüstet sein, um den Argumenten der Ketzer zu begegnen, und deshalb erhielten ihre Novizen eine sorgfältige Schulung.
1217 sandte Dominikus die Brüder nach Spanien und Paris aus und beließ nur einen kleinen Teil in Toulouse. Grund hierfür war wahrscheinlich die politisch instabile Situation in Südfrankreich. Papst Honorius III. verwendete in einer Bulle von 11. Februar zum ersten Mal den Begriff der „Brüder des Predigerordens“. Dominikus hielt sich zu dieser Zeit in Rom auf und sandte einige Brüder in die aufstrebende Universitätsstadt Bologna. In der zweiten Hälfte des Jahres 1218 reiste er nach Spanien und besuchte den Konvent der Nonnen in Madrid und den Brüderkonvent in Segovia, im Juli 1219 ist ein Aufenthalt in Paris bezeugt, bei welchem es vor allem um die Klärung der Armutsfrage ging, also wie arm die Brüder tatsächlich leben sollten, und im August 1219 hielt er sich in Bologna auf.
Zur Jahreswende 1219/1220 soll sein früher schon gehegter Wunsch, die Heiden zu missionieren, wieder aufgeflammt sein, allerdings kam ihm die Reform der römischen Nonnenklöster dazwischen, um die er vom Papst gebeten worden war. Im Mai 1220 fand schließlich das erste Generalkapitel des neuen Ordens in Bologna statt, im Herbst folgte eine Reise in die Lombardei. Kurz darauf war er schon wieder in Rom und gründete den Konvent von Santa Sabina. Im Juni 1221 fand bereits das zweite Generalkapitel in Bologna statt.
Der Orden wuchs rasch: In den vier Jahren nach der Gründung entstanden neun Priorate in Italien, sechs in Frankreich und zwei in Spanien, die Brüder predigten in England, Skandinavien, Ungarn und Deutschland mit insgesamt 60 Konventen. In Paris und Bologna lehrten bald dominikanische Professoren. Dominikus reiste von Kloster zu Kloster und predigte selbst mit großem Erfolg (der Legende nach soll er in der Lombardei Zehntausende bekehrt haben).

### Tod und Begräbnis
Am 6. August 1221 starb Dominikus mit 51 Jahren nach mehrwöchiger Krankheit in Bologna im Ruf der Heiligkeit. Der Überlieferung zufolge starb Dominikus im Bett eines Mitbruders, da er kein eigenes hatte. Er wurde in der Kirche San Nicolò hinter dem Altar bestattet.

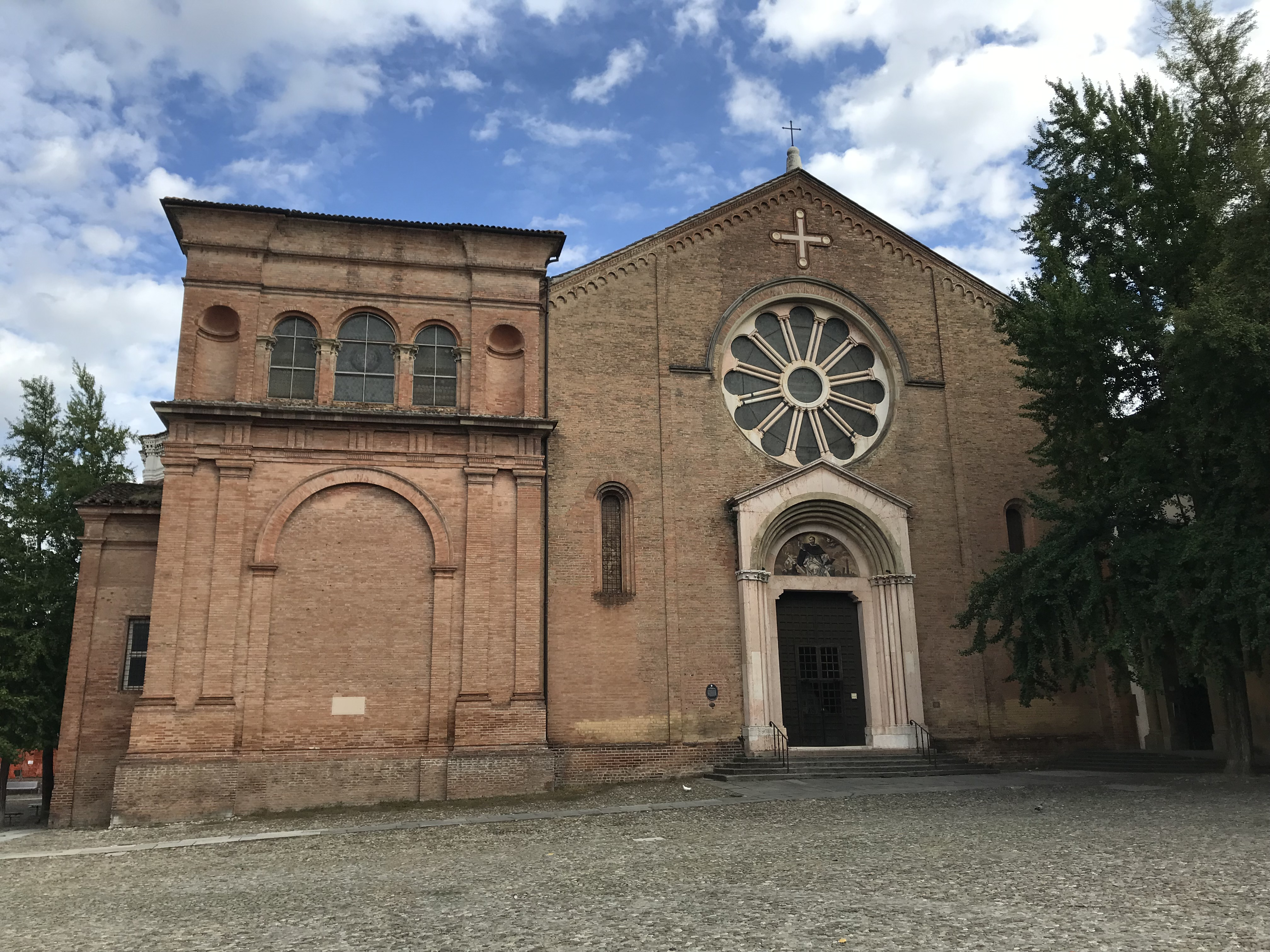
Basilika San Dominico in Bologna, die Grablege des Hl. Dominikus.

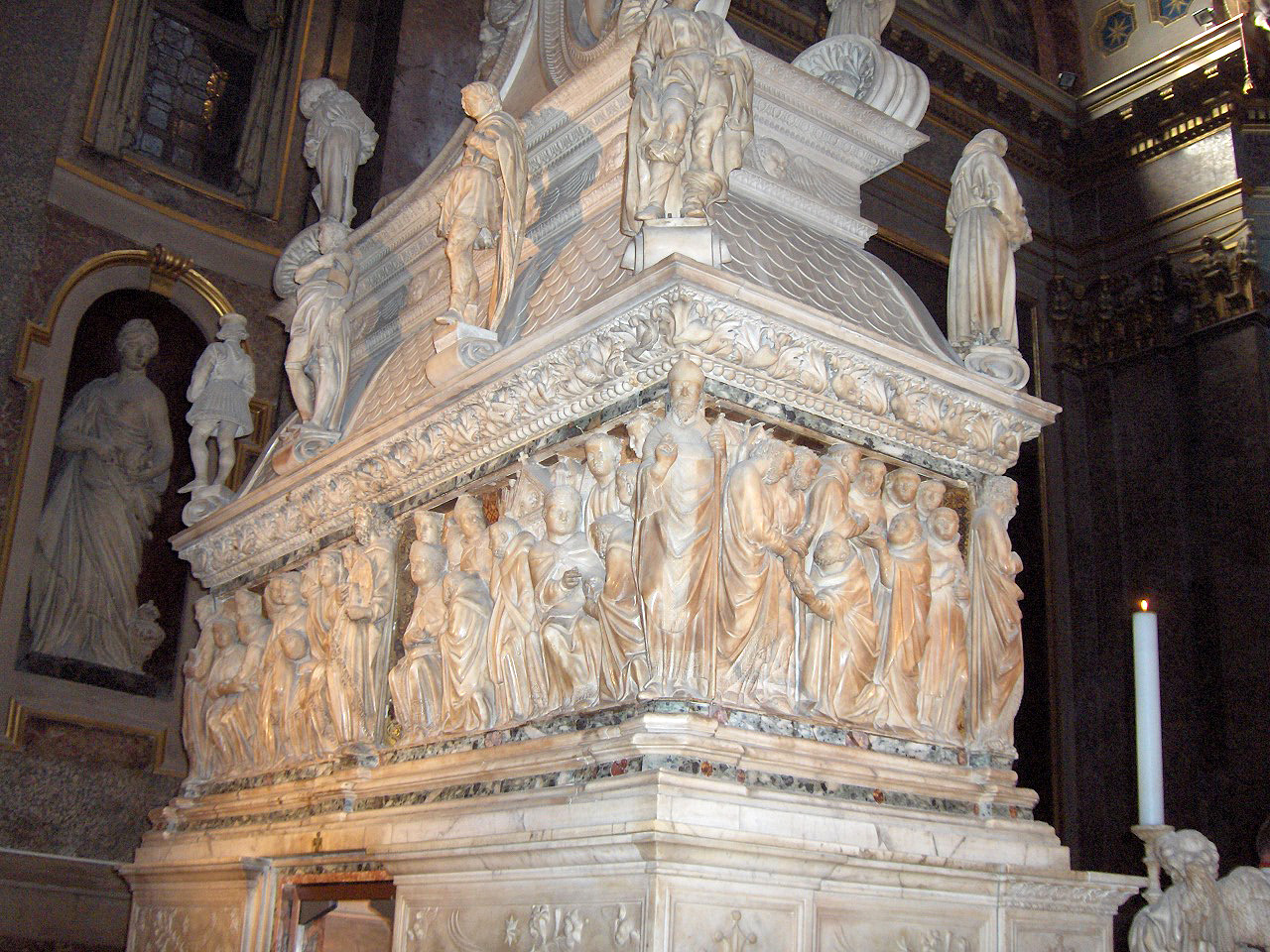
Arca di San Domenico in der Basilika San Dominico in Bologna von Niccolò Pisano.

1228 begann der Ausbau dieser Kirche zur heutigen Basilika San Domenico. Am 24. Mai 1233 öffnete man im Beisein des Erzbischofs Theodoricus von Ravenna das Grab des Dominikus, um seine Reliquien in einen einfachen Marmorsarkophag umzubetten, der im rechten Seitengang der Kirche aufgestellt wurde. 1264 gaben die Dominikaner bei Niccolò Pisano einen aufwendig skulptierten Sarkophag in Auftrag, die Arca di San Domenico, in der die sterblichen Überreste des Heiligen bis heute ruhen. Das Grabmal wurde 1411 in eine neu angebaute gotische Seitenkapelle versetzt, die sich in der Mitte der Kirche auf der Südseite befand. Ab 1597 ersetzte Floriano Ambrosini die gotische Kapelle durch einen Neubau im Stil der Spätrenaissance. Der Kopf des Heiligen befindet sich in einem Reliquienschrein aus dem Jahr 1383 hinter seinem Grabmal.

## Verehrung
Dominikus wurde am 13. Juli 1234 von Papst Gregor IX. heiliggesprochen. Sein Gedenktag in der römisch-katholischen Kirche und der anglikanischen Kirche ist der 8. August. Dieser Gedenktag findet sich auch im Kalender der Evangelisch-Lutherischen Kirche in Amerika.
In der römisch-katholischen Kirche gilt der hl. Dominikus als Schutzpatron der Astronomen, der Wissenschaftler, der fälschlich Angeklagten, der Dominikanischen Republik und der Städte Bologna, Madrid und Córdoba. Er wird meist mit den Attributen Kreuz, Rosenkranz, Buch und Weltkugel, Lilien, einem Stern über der Stirn und einem Hund mit brennender Fackel dargestellt.
1963 erreichte die belgische Nonne Sœur Sourire mit dem Lied Dominique über den hl. Dominikus die Nummer 1 der US-Hitparade.

## Patrozinien
- Dominikuskirche, Dominikanerkloster
- Saint-Domingue, Insel
- Saint Dominic (engl.)
- Saint Dominique (frz.)
- San Domenico (ital.)
- Santo Domingo, auch San Domingo (span.)
- São Domingos (port.)

## Einzelnachweise

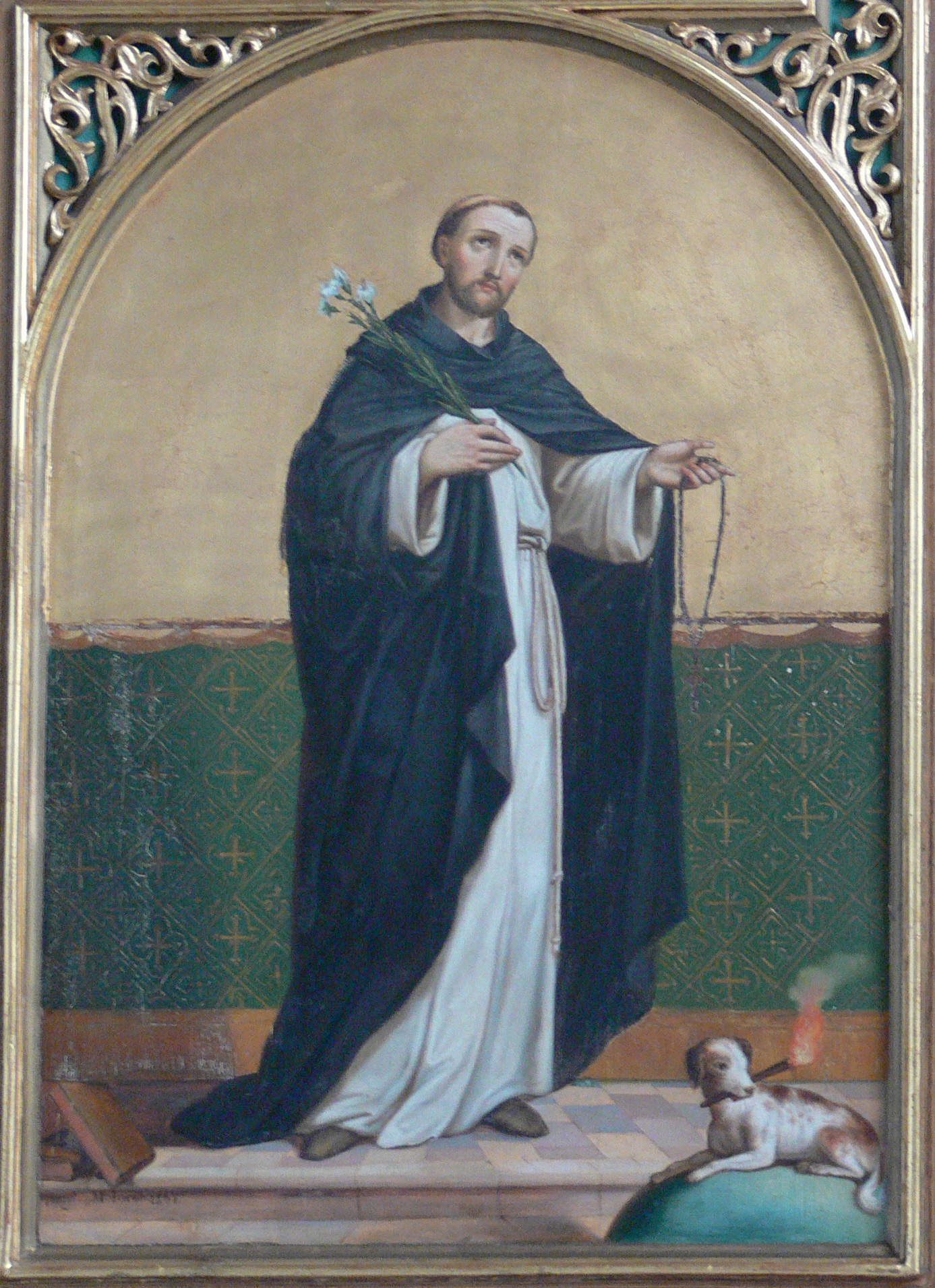
Dominikus auf dem Altar der Kirche St. Johannes Baptista in Wuchzenhofen mit einigen seiner Attribute